# Gisiel (województwo pomorskie)
Gisiel (niem. Geisseln) – osada w Polsce położona w województwie pomorskim, w powiecie sztumskim, w gminie Stary Dzierzgoń. Wieś wchodzi w skład sołectwa Myślice.
W latach 1975–1998 miejscowość administracyjnie należała do województwa elbląskiego.
Wieś wzmiankowana w dokumentach z roku 1329, jako wieś pruska na 9 włókach. Pierwotna nazwa Gestalieye najprawdopodobniej jest pochodzenia pruskiego. W roku 1782 we wsi odnotowano 16 domów, natomiast w 1858 w 16 gospodarstwach domowych było 126 mieszkańców. W latach 1937–39 było 166 mieszkańców. W roku 1973 jako majątek Gisiel należał do powiatu morąskiego, gmina Stary Dzierzgoń, poczta Myślice.

## Zabytki
Według rejestru zabytków NID na listę zabytków wpisany jest zespół dworski:
- dwór, nr rej.: A-482 z 31.07.1968
- park, nr rej.: A-482 z 7.12.1977.

W skład zespołu rezydencjonalnego wchodzi zrujnowany późnobarokowy dwór z 1783 nakryty mansardowym dachem i oficyna z końca XIX wieku. Całość otacza park.